# اسلام‌آباد (نوک‌آباد)
اسلام‌آباد، روستایی از توابع بخش نازیل شهرستان تفتان در استان سیستان و بلوچستان ایران است.

## جمعیت
این روستا در دهستان نازیل قرار دارد و براساس سرشماری مرکز آمار ایران در سال ۱۳۸۵، جمعیت آن ۹۵ نفر (۲۰ خانوار) بوده‌است.